# Cuarto Gobierno de Mólotov
El Cuarto Gobierno de Mólotov fue el gabinete de la Unión Soviética establecido el 18 de enero de 1938 con Viacheslav Mólotov como jefe de Gobierno, desempeñándose como presidente del Consejo de Comisarios del Pueblo.
Finalizó el 6 de mayo de 1941, cuando el Sóviet Supremo de la Unión Soviética aprobó a una nueva composición del Sovnarkom.

## Composición
| Comisario del Pueblo                    | Titular                         | Partido |
| --------------------------------------- | ------------------------------- | ------- |
| Presidente                              | Viacheslav Mólotov              | PCU (b) |
| Primer Vicepresidente                   | Nikolái Voznesenski             | PCU (b) |
| Vicepresidentes                         | Nikolái Bulganin                | PCU (b) |
| Vicepresidentes                         | Kliment Voroshílov              | PCU (b) |
| Vicepresidentes                         | Stanislav Kosior                | PCU (b) |
| Vicepresidentes                         | Viacheslav Mályshev             | PCU (b) |
| Vicepresidentes                         | Lev Mejlis                      | PCU (b) |
| Vicepresidentes                         | Vlas Chubar                     | PCU (b) |
| Vicepresidentes                         | Gueorgui Malenkov               | PCU (b) |
| Administrador de Asuntos                | Nikolái Petrúnichev (1938)      | PCU (b) |
| Administrador de Asuntos                | Iván Bolshakov (1938-1939)      | PCU (b) |
| Administrador de Asuntos                | Mijaíl Glómov (1939-1940)       | PCU (b) |
| Administrador de Asuntos                | Yákov Chadéiev (1940-1941)      | PCU (b) |
| Asuntos Exteriores                      | Maksim Litvínov (1938-1939)     | PCU (b) |
| Asuntos Exteriores                      | Viacheslav Mólotov (1939-1941)  | PCU (b) |
| Defensa                                 | Kliment Voroshílov (1938-1940)  | PCU (b) |
| Defensa                                 | Semión Timoshenko (1940-1941)   | PCU (b) |
| Asuntos Navales                         | Piotr Smirnov (1938)            | PCU (b) |
| Asuntos Navales                         | Mijaíl Frinovski (1938-1939)    | PCU (b) |
| Asuntos Navales                         | Nikolái Kuznetsov (1939-1941)   | PCU (b) |
| Comercio Exterior                       | Anastás Mikoyán                 | PCU (b) |
| Industria Alimentaria                   | Abram Guilinski (1938)          | PCU (b) |
| Industria Alimentaria                   | Iván Kabanov (1938-1939)        | PCU (b) |
| Industria Alimentaria                   | Vasili Zótov (1939-1941)        | PCU (b) |
| Ferrocarriles                           | Alekséi Bakulin (1938)          | PCU (b) |
| Ferrocarriles                           | Lázar Kaganóvich (1938-1941)    | PCU (b) |
| Comunicaciones                          | Matvéi Berman (1938-1939)       | PCU (b) |
| Comunicaciones                          | Iván Peresypkin (1938-1941)     | PCU (b) |
| Industria Pesada                        | Lázar Kaganóvich                | PCU (b) |
| Industria Forestal                      | Mijaíl Ryzhov (1938)            | PCU (b) |
| Industria Forestal                      | Naum Antselóvich (1938-1940)    | PCU (b) |
| Industria Forestal                      | Fiódor Serguéiev (1940-1941)    | PCU (b) |
| Industria Ligera                        | Vasili Shestakov (1938-1939)    | PCU (b) |
| Industria Ligera                        | Serguéi Lukín (1939-1941)       | PCU (b) |
| Industria de Defensa                    | Mijaíl Kaganóvich               | PCU (b) |
| Industria Aeronáutica                   | Mijaíl Kaganóvich (1939-1940)   | PCU (b) |
| Industria Aeronáutica                   | Alekséi Shajurin (1940-1941)    | PCU (b) |
| Industria de la Construcción Naval      | Iván Tevosián (1939-1940)       | PCU (b) |
| Industria de la Construcción Naval      | Iván Nosenko (1940-1941)        | PCU (b) |
| Armamento                               | Borís Vánnikov                  | PCU (b) |
| Municiones                              | Iván Serguéiev                  | PCU (b) |
| Ingeniería Mecánica                     | Aleksandr Brushkin (1938)       | PCU (b) |
| Ingeniería Mecánica                     | Mijaíl Davídov (1938)           | PCU (b) |
| Ingeniería Mecánica                     | Víktor Lvov (1938-1939)         | PCU (b) |
| Maquinaria Pesada de Construcción       | Viacheslav Mályshev (1939-1941) | PCU (b) |
| Maquinaria Media de Construcción        | Iván Lijachov (1939-1940)       | PCU (b) |
| Maquinaria Media de Construcción        | Viacheslav Mályshev (1940-1941) | PCU (b) |
| Ingeniería General                      | Piotr Parshin                   | PCU (b) |
| Metalurgia Ferrosa                      | Aleksandr Merkúlov              | PCU (b) |
| Metalurgia No Ferrosa                   | Aleksandr Samojválov            | PCU (b) |
| Industria Petrolífera                   | Lázar Kaganóvich                | PCU (b) |
| Industria de Carbón                     | Vasili Vájrushev                | PCU (b) |
| Centrales y Energía Eléctrica           | Mijaíl Pervujin                 | PCU (b) |
| Industria Química                       | Mijaíl Denísov                  | PCU (b) |
| Industria de Materiales de Construcción | Leonid Sosin                    | PCU (b) |
| Finanzas                                | Arseni Zvérev                   | PCU (b) |
| Agricultura                             | Robert Eiche (1938)             | PCU (b) |
| Agricultura                             | Iván Benedíktov (1938-1941)     | PCU (b) |
| Transporte Fluvial y Marítimo           | Nikolái Pajómov (1938)          | PCU (b) |
| Transporte Fluvial y Marítimo           | Nikolái Yezhov (1938-1939)      | PCU (b) |
| Sovjoses Cerealísticos y Ganaderos      | Tijon Yurkin (1938)             | PCU (b) |
| Sovjoses Cerealísticos y Ganaderos      | Pável Lobánov (1938-1941)       | PCU (b) |
| Asuntos Internos                        | Nikolái Yezhov (1938)           | PCU (b) |
| Asuntos Internos                        | Lavrenti Beria (1938-1941)      | PCU (b) |
| Salud                                   | Mijaíl Bóldyrev (1938)          | PCU (b) |
| Salud                                   | Nikolái Graschenkov (1938-1939) | PCU (b) |
| Salud                                   | Gueorgui Miteriov (1939-1941)   | PCU (b) |
| Justicia                                | Nikolái Rychkov                 | PCU (b) |
| Abastecimiento de Alimentos             | Mijaíl Popov (1938)             | PCU (b) |
| Abastecimiento de Alimentos             | Semión Skrýnnikov (1938-1940)   | PCU (b) |
| Abastecimiento de Alimentos             | Vladímir Donskói (1940-1941)    | PCU (b) |
| Industria Textil                        | Alekséi Kosyguin (1939-1940)    | PCU (b) |
| Industria Textil                        | Iliá Akímov (1940-1941)         | PCU (b) |
| Industria Pesquera                      | Polina Zhemchúzhina (1939)      | PCU (b) |
| Industria Pesquera                      | Aleksandr Ishkov (1939-1941)    | PCU (b) |
| Industria Cárnica y Láctea              | Pável Smirnov                   | PCU (b) |
| Construcción                            | Semión Ginzburg                 | PCU (b) |
| Inspección Estatal                      | Lev Mejlis                      | PCU (b) |